# Mediorhynchus mirabilis
Espèce
Synonymes
- Heteroplus mirabilis de Marval, 1905

Mediorhynchus mirabilis est une espèce d'acanthocéphales de la famille des Gigantorhynchidae. C'est un parasite digestif deq vautours.